# Fréhel
Fréhel è un comune francese di 1 568 abitanti situato nel dipartimento delle Côtes-d'Armor nella regione della Bretagna.

## Società

### Evoluzione demografica
Abitanti censiti